# Коротич Сергій Тарасович
Сергі́й Тара́сович Коро́тич (* 1915 — † 1996) — колишній директор школи № 23 Кременчука — з 1956 року, кавалер ордена Леніна, з 1995 — почесний громадянин Кременчука: «за заслуги в організації міської системи освіти, плідну педагогічну діяльність».

## З життєпису
Запам'ятався працівникам та школярам як строгий дотримувач порядку. У спогадах працівники писали, що він приходив до школи першим, а не йшов зі школи ніколи.

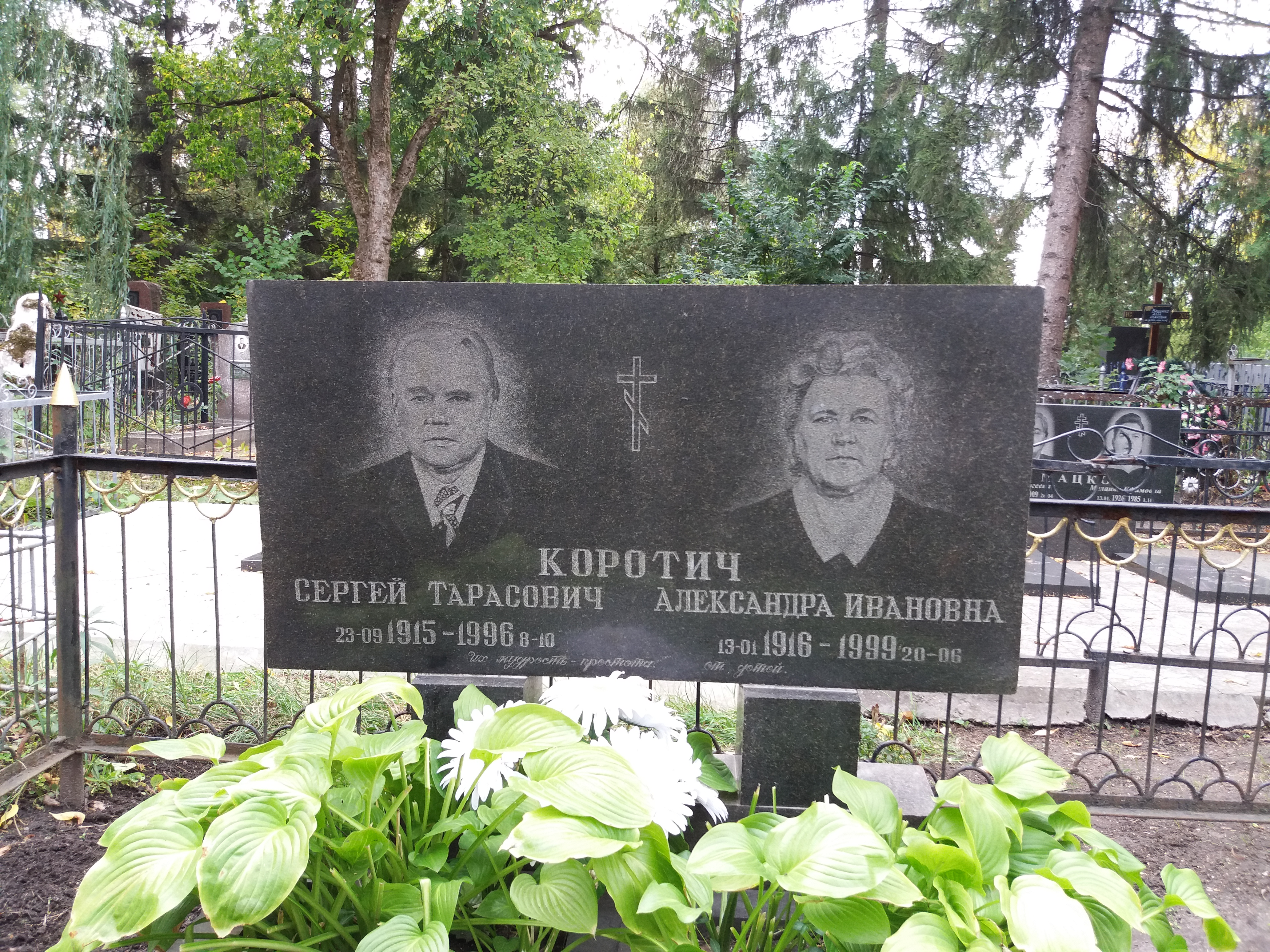
Могила С. Т. Коротича та його дружини на Ревівському кладовищі

З 1977 року завідував Кременчуцьким міським відділом народної освіти, не забуваючи піклуватися про свою другу домівку — школу № 23.
Помер 8 жовтня 1996 року. Похований на Ревівському кладовищі в Кременчуці.